# Liste der Kulturgüter in Buus
Die Liste der Kulturgüter in Buus enthält alle Objekte in der Gemeinde Buus im Kanton Basel-Landschaft, die gemäss der Haager Konvention zum Schutz von Kulturgut bei bewaffneten Konflikten, dem Bundesgesetz vom 20. Juni 2014 über den Schutz der Kulturgüter bei bewaffneten Konflikten sowie der Verordnung vom 29. Oktober 2014 über den Schutz der Kulturgüter bei bewaffneten Konflikten unter Schutz stehen.
Objekte der Kategorien A und B sind vollständig in der Liste enthalten, Objekte der Kategorie C fehlen zurzeit (Stand: 1. Januar 2023).

## Kulturgüter
| Foto |                                                                                | Objekt                                            | Kat. | Typ | Standort                               | Beschreibung |
| ---- | ------------------------------------------------------------------------------ | ------------------------------------------------- | ---- | --- | -------------------------------------- | ------------ |
| ja   | Datei hochladen · Wikidata zu Ständerhaus (Q19362767)                          | Ständerhaus KGS-Nr.: 01418                        | A    | G   | Rickenbacherstrasse 16 632093 / 261596 |              |
| ja   | Datei hochladen · Wikidata zu Evangelisches-reformiertes Pfarrhaus (Q29677707) | Evangelisch-reformiertes Pfarrhaus KGS-Nr.: 01417 | B    | G   | Zuzgerstrasse 10 632185 / 261797       |              |
| ja   | Datei hochladen · Wikidata zu Evangelische-reformierte Kirche (Q29677691)      | Evangelisch-reformierte Kirche KGS-Nr.: 12105     | B    | G   | Kirchweg 12 632225 / 261768            |              |